# Les Pensionnaires (roman)
Pour l’article homonyme, voir Les Pensionnaires.
Les Pensionnaires (As Meninas) est un roman de Lygia Fagundes Telles, écrit en 1973 et récompensé par le prix Jabuti en 1974. 
Ce roman fait appel au flux de conscience, une technique littéraire caractéristique des œuvres de Lygia Fagundes Telles. Il présente une technique littéraire différenciée : l'auteure utilise différents axes narratifs pour raconter l'histoire des 3 personnages principaux, à savoir les amies Lorena, Lia et Ana Clara, étudiantes à l'époque de la dictature militaire au Brésil et pensionnaires chez des religieuses. La narration balance de la première personne, faisant directement remonter les pensées des protagonistes, à la troisième personne, incarnant un narrateur invisible qui narre leurs sentiments, conflits intérieurs et impressions au discours indirect libre. 
Le choix de l'auteur n'est pas fortuit : en détaillant les univers des trois amies, le lecteur peut entrevoir les conflits de la jeunesse brésilienne pendant la dictature militaire. Lia, étant la plus engagée politiquement de toutes, participe à des grèves à l'université pendant cette période dictatoriale avec son petit ami Miguel et son groupe d'amis, essayant de convaincre la religieuse de l'internat de changer d'avis sur des événements sombres, comme la torture et les morts.  
Le roman traite des questions humaines au cours de la période dictatoriale : liberté d'expression, émancipation des femmes, épanouissement personnel et la situation sociale des brésiliens dans un scénario politique répressif.

## Synopsis
Lia, Ana et Lorena sont les personnages principaux du roman. Bien que très différentes, les 3 amies partagent leurs expériences et se soutiennent. Elles sont étudiantes et vivent ensemble dans un pensionnat tenu par des religieuses. Leurs conversations et réflexions reproduisent les usages et les enjeux des années 1970 : radicalisation politique ; libération sexuelle des femmes ; expériences avec des hallucinogènes; et préférences musicales.
Lorena Vaz Leme, étudiante en droit, appartient à une riche famille d'agriculteurs. Romantique et intellectuelle, elle aime la poésie. Elle reste vierge, se réservant pour un médecin plus âgé et marié, dont elle attend en vain un appel téléphonique. Elle aime l'ordre et la propreté. Son père est décédé après une maladie et sa mère, dépressive, n'accepte pas de vieillir. La narration est centrée sur Lorena, qui représente le point d'équilibre du trio. 
Lia de Melo Schultz est étudiante en sciences sociales, mais elle abandonne l'université en raison d'absences répétées. Sa mère est originaire de Bahia et son père est allemand, ancien nazi. Elle préfère lire Karl Marx et les sujets révolutionnaires. Ses amis l'appellent Lião. Son petit ami Miguel est un leader étudiant emprisonné par le régime dictatorial.  La référence indirecte à la séquestration de l'ambassadeur américain Charles Burke Elbrick (en) permet de situer l'action en 1969 ; Miguel fait partie des prisonniers libérés à cette occasion et Lia prévoit de partir le retrouver en Algérie où il doit être exilé. 
Ana Clara Conceição a étudié la psychologie, mais n'a pas terminé ses études. Consommatrice de drogue, elle a un petit ami qui est trafiquant de drogue. Elle a subi des abus dans le passé lorsqu'elle vivait avec sa mère sur des chantiers de construction. Son nom de famille est Ana Turva. Elle rêve d'un fiancé riche et conservateur qui lui assurera une vie « normale ».